# 선거방송
선거방송(選擧放送)은 공직자를 선출하는 선거와 관련된 방송이다. 법정선거일을 앞두고 하는 후보자 토론방송, 법정선거일 당일에 주요 방송사들이 내보내는 개표방송 등이 있다.
선거를 앞두고 후보자의 경력이나 정견을 선거민에게 전하는 방법으로서는, 연설회를 통해 직접 전달하거나 선거벽보·신문 등의 인쇄물에 의한 전달이 보통이다. 그러나 방송이 이와 같은 매체로서 새로이 강력하게 등장하였으며, 미국에서는 1960년의 대통령선거 때 후보자인 케네디와 닉슨의 토론이 4회에 걸쳐 텔레비전을 통해 전국적으로 방송되어 선거에 큰 역할을 했다. 또한 일본에서는 선거법에서 후보자의 정견방송 및 경력방송을 하는 것을 규정하고 있으며, 후보자는 선거운동기간 중 일본방송협회 혹은 민간방송을 통해 그 정견을 무료로 방송할 수 있다.

## 선거 방송의 예
- 일렉션 나이트 (미국)

## 각국의 선거 방송

### 대한민국
현재
- KBS 내 삶을 바꾸는 선택 (한국방송공사, KBS 1TV)
- MBC 선택 (문화방송)
- SBS 국민의 선택 (SBS)
- OBS 선거방송 (OBS)
- 채널A 나의 선택 (채널A)
- JTBC 우리의 선택 (JTBC)
- MBN 선택 (MBN)
- TV조선 결정 (TV CHOSUN)
- YTN 민심 (YTN)
- 연합뉴스TV 선택 (연합뉴스TV)
- SK브로드밴드, LG헬로비전, 딜라이브, 현대HCN 지역방송 (법정선거일)

과거
- TBS 개표공장 (교통방송 → 서울 미디어재단 TBS)